# Nuñomoral (kommun)
Nuñomoral är en kommun i Spanien.   Den ligger i provinsen Provincia de Cáceres och regionen Extremadura, i den centrala delen av landet, 220 km väster om huvudstaden Madrid. Antalet invånare är 1 411.